# Valle de Lerma

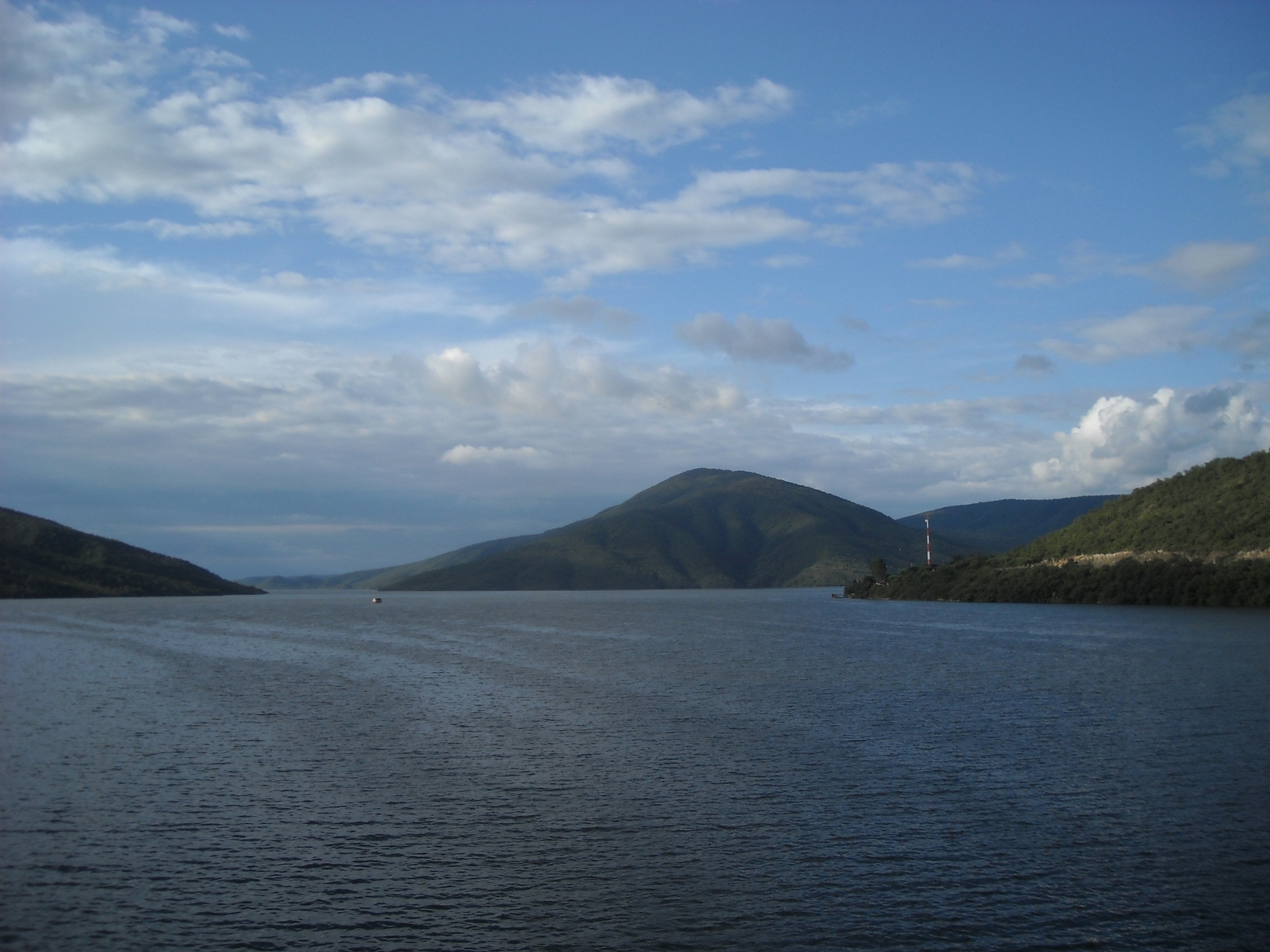
Embalse Cabra Corral

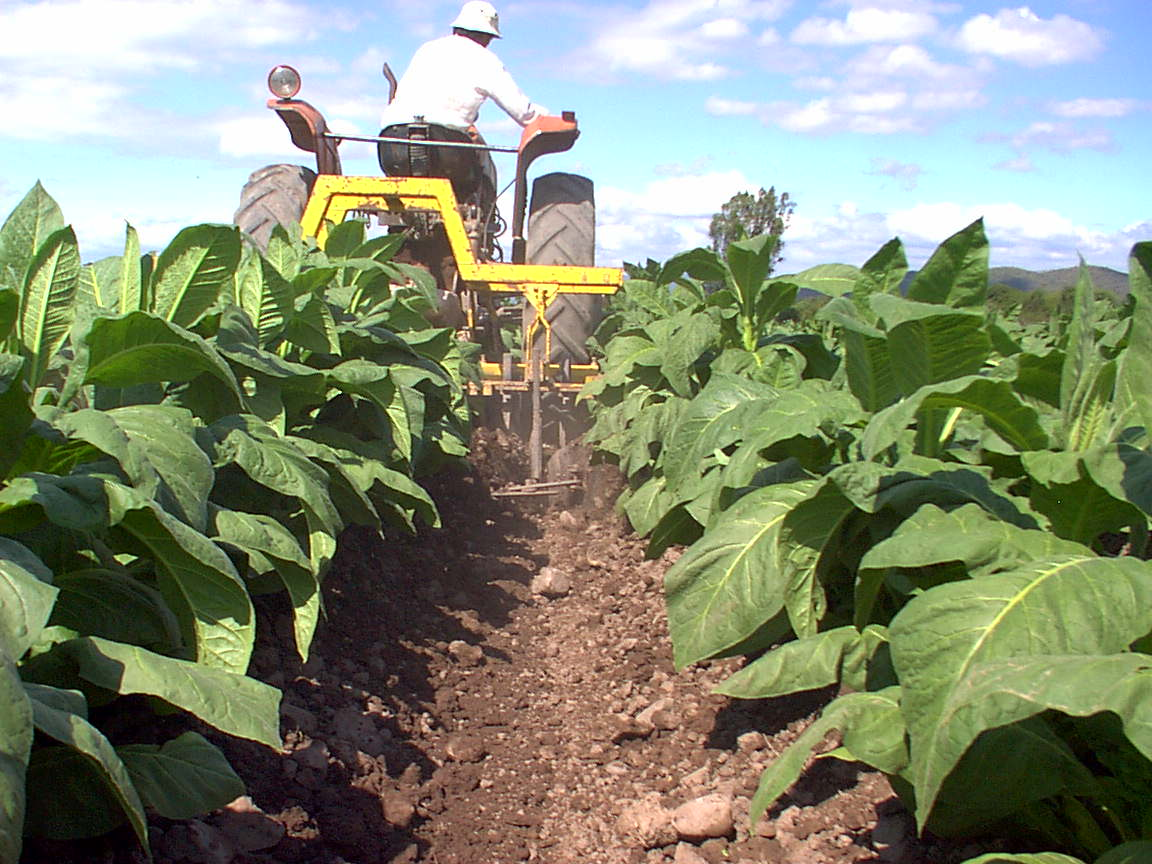
Tabak

Das Valle de Lerma ist ein landwirtschaftlich geprägtes Tal rund um den Stausee Embalse Cabra Corral in Argentinien. Im Norden des Tals befindet sich die Stadt Salta, Hauptstadt der gleichnamigen Provinz. 

## Verwaltung
Die mehr als 500.000 Einwohner des Tals leben in den folgenden Verwaltungseinheiten:  
1. Departamento Capital
2. Departamento Cerrillos
3. Departamento Chicoana
4. Departamento La Viña

Auch Teile der Verwaltungseinheiten Departamento Rosario de Lerma, Departamento General Güemes (Salta) und Departamento Guachipas besitzen Anteil am Valle de Lerma.

## Geschichte
Die Spanier drangen in der zweiten Hälfte des 16. Jahrhunderts von Alto Peru (Bolivien) entlang des Osthangs der Anden vor. Die Seitentäler fanden zunächst weniger Beachtung. Erst 1582 drang der Eroberer Hernando de Lerma in das Tal vor und gründete Salta, welches als Versorgungszentrum für die Minenstädte Boliviens diente. Während des Kampfes um die Unabhängigkeit Argentiniens wurde die Region durch Martín Miguel de Güemes gegen die Angriffe der Spanier verteidigt. Das 19. Jahrhundert führte durch die Abgelegenheit und mangelnde Möglichkeiten zum Export der Produkte zu einer wirtschaftlichen Krise, erst der Anschluss an das Eisenbahnnetz brachte die Möglichkeit des Versands der produzierten Güter.

## Wirtschaft
Hauptprodukte sind Tabak, Zucker und Getreide, die verarbeitende Industrie orientiert sich an der Landwirtschaft. Der Tourismus, der sich auf die Stadt Salta und von dort ausgehende Tagesausflüge konzentriert, gewinnt an Bedeutung. Salta ist das Handelszentrum des Nordwestens Argentiniens.
Koordinaten: 25° 20′ S, 65° 26′ W